# Lúcio Brasileiro
Francisco Newton Quezado Cavalcante (Aurora, 06 de abril de 1939) mais conhecido como Lúcio Brasileiro é um jornalista, radialista, escritor e colunista brasileiro.

## Carreira
Iniciou a carreira aos 16 anos, em 1955, no jornal Gazeta de Notícias. Posteriormente trabalhou nos jornais Correio do Ceará e O Povo, dos Diários Associados. Foi apresentador de programas nas rádios Uirapuru, Verdes Mares, Clube, Iracema e Calipso FM. Na televisão foi colunista da TV Uirapuru, TV Educativa e TV Jangadeiro. 
É considerado um dos grandes colunistas da imprensa cearense, referenciado por toda a classe jornalística. Lúcio Brasileiro entrou para o Guiness como o jornalista de maior tempo com coluna diária.
Atualmente é colunista no jornal O Povo.

## Literatura
Paralelo a seu trabalho como jornalista, Lúcio Brasileiro lançou cinco livros:
- Até Agora
- Assim falava Paco
- Pela Sociedade[3]
- Longe de dizer adeus
- Quinhentos contos de réis[4]

## Homenagens
Em 2005 foi homenageado pela Federação das Indústrias do Estado do Ceará (FIEC) com a outorga do Troféu Cidadania, homenagem ao reconhecimento aos então 50 anos de trabalho dedicado ao jornalismo.
Em 2008 o jornalista e escritor Lustosa da Costa lançou o livro "Um brasileiro muito especial", obra que reuniu 50 depoimentos que relatam a vida e o cotidiano de trabalho de Lúcio Brasileiro.
Em 2012 Lúcio Brasileiro recebeu das mãos do Governador do Ceará, Cid Gomes, a Medalha da Abolição, um reconhecimento ao serviço prestado do colunista ao jornalismo do estado. No mesmo ano, foi considerado pela Revista Fale! Um dos 30 cearenses mais influentes.